# 首要大学
首要大学（英語：Perdana University），是一所新兴的私立大学，位于马来西亚吉隆坡，专注于本科和研究生水平的健康科学课程。

## 历史
该大学于2011年正式注册成立。2017年，被马来西亚高等教育部（MOHE）授予2017年马来西亚高等教育评分系统（SETARA）第4级，即“非常好”（Very Good）。马来西亚前首相马哈迪·莫哈末是第一任名誉校长。